# سيد أحمد ولد ابنيجاره
سيد أحمد ولد ابنيجاره (ولد في 1947) هو رئيس الوزراء الموريتاني الرابع لفترة وجيزة من 12 ديسمبر 1980 إلى 25 أبريل 1981. وقد عينه العقيد محمد خونه ولد هيداله من اللجنة العسكرية للإنقاذ الوطني في 12 ديسمبر 1980، ليحل محل هيداله نفسه. وكان ولد ابنيجاره، الذي لم يكن رجلًا عسكريًا من قاد للعودة إلى الحكومة المدنية.